# فالنتين ناستاسي
فالنتين ناستاسي (بالرومانية: Valentin Năstase)‏ هو لاعب كرة قدم روماني في مركز الدفاع، ولد في 4 أكتوبر 1974 في كالينيشت في رومانيا. شارك مع منتخب رومانيا لكرة القدم. أما مع النوادي، فقد لعب مع آينتراخت براونشفايغ ودينامو بوخارست ونادي أسكولي ونادي باليرمو ونادي بولونيا ونادي جنوى.

## وصلات خارجية
- فالنتين ناستاسي على موقع قاعدة بيانات كرة القدم.إي يو (الإنجليزية)
- فالنتين ناستاسي على موقع بيانات كرة القدم. دي إي (الألمانية)
- فالنتين ناستاسي على موقع ناشيونال فوتبول تيمز (الإنجليزية)
- فالنتين ناستاسي على موقع Soccerway.com (الإنجليزية)
- فالنتين ناستاسي على موقع عالم كرة القدم.نت (الإنجليزية)